# San José de Ocoa (província)
San José Ocoa é uma província da República Dominicana. Sua capital é a cidade de San José de Ocoa.